# Xander Machine & Supply Company
Xander Machine & Supply Company war ein US-amerikanischer Hersteller von Motoren und Automobilen. Eine Biographie über den Inhaber bestätigt die Firmierung und einige weitere Daten.

## Unternehmensgeschichte
John G. Xander war für die Keystone Match & Machine Company tätig. Nachdem diese die Automobilproduktion aufgab, wechselte Xander nach Reading in Pennsylvania. Dort gründete er Ende 1900 sein eigenes Unternehmen. Es war eine Reparaturwerkstatt, die auch Teile anbot. Außerdem war Xander als Fahrlehrer aktiv. Er half William Grubb von der Light Manufacturing and Foundry Company bei der Herstellung seiner Prototypen. 1901 begann die Produktion von Dampfmotoren und Ottomotoren. Noch im gleichen Jahr kamen komplette Automobile dazu. Der Markenname lautete Xander. 1902 endete die Fahrzeugproduktion. Das Unternehmen existierte danach weiter. 1903 nahm es an einer Ausschreibung teil. 1904 wurde das Unternehmen noch erwähnt. Es ist nicht bekannt, wann es aufgelöst wurde.

## Fahrzeuge
Xander stellte die Kraftfahrzeuge nach Kundenaufträgen her. Es waren sowohl Dampfwagen als auch Fahrzeuge mit Ottomotoren.